# Шибам
Шиба́м (араб. شبام‎) — город в мухафазе Хадрамаут, Йемен.
Шибам был столицей царства Хадрамаут несколько раз.
Шибам славится своей ни с чем не сравнимой архитектурой, благодаря которой включён в список Всемирного наследия ЮНЕСКО. 
С 1982 г. Шибам находится под охраной ЮНЕСКО.
Шибам является одной из визитных карточек Йемена. С легкой руки немецкого журналиста Ганса Хельфрица, путешествовавшего по Йемену в 30-х годах прошлого века, Шибам и поныне называют «городом небоскрёбов» или «Манхэттеном пустыни».
Шибам часто называют «старейшим городом небоскрёбов в мире». Это также древнейший пример городского планирования, основанного на принципе вертикального строительства.

## Описание
Этот древний город был основан около 2 тыс. лет назад в долине высохшей реки Хадрамаут — первая известная надпись о городе датируется III веком н. э. По словам аль-Хамдани, происхождение города восходит к доисламскому периоду, когда он стал центром царства Хадрамаут после разрушения его предыдущей столицы Шабвы, расположенной на крайнем западе долины Хадрамаута.  
Зажатый в крепостных стенах город мог расти только вверх. На протяжении всей своей истории город не единожды служил столицей многочисленным эмирам и султанам.
Этот город — яркий пример вертикального строительства. Дома Шибама, обнесённые по периметру стеной XVI века, представляют собой башни, расположенные очень близко друг к другу. Некоторые дома города даже соединены между собою небольшими балкончиками, которые давали возможность во время нападений перемещаться из одного дома в другой. Шибам — чуть ли не единственный город в Йемене такого фортификационного типа, берущего своё начало ещё с доисламских царств V в. до н. э. — V в. н. э.
В Шибаме находятся самые высокие глиняные здания в мире, некоторые из них возвышаются на 30 м и более. 
Все дома в Шибаме построены из глиняных кирпичей, примерно 500 домов можно считать многоэтажными, так как они имеют 5-11 этажей, каждый этаж представляет собой квартиру, занимаемую одной семьёй. Такого типа строения были призваны защищать жителей города от набегов бедуинов.
Средняя высота стен домов — 20-25 м. Стены постепенно сужаются кверху. Самый высокий дом в Шибаме 11-этажный, но чаще встречаются 5-7-этажные.
Город обнесли стеной, а пространство внутри начали застраивать многоэтажными зданиями. Шибам — вероятно, первый в градостроительной истории пример плановой застройки, основанной на принципе вертикальности. Расположение зданий, их высотность регламентированы таким образом, чтобы каждый дом-башня получал примерно одинаковое количество солнечного света. Через весь город проходит довольно широкий проспект, от которого отходят многочисленные улицы и переулки. Самые узкие из них имеют в ширину не более 2 метров.
Материалом для строительства послужил мадар — глиняно-соломенный кирпич-сырец, высушенный прямо на солнце, все дома построены из него. В крайне сухом климате Йемена средний срок службы такого дома составляет 2-3 столетия. Старейший дом Шибама датируется 1609 годом, большая же часть домов построена с 1880 по 1915 годы.
Город неоднократно разрушался наводнениями. В октябре 2008 года в Хадрамауте и, в частности, в Шибаме было сильное наводнение, унесшее несколько десятков жизней и разрушившее часть домов города.

## Галерея

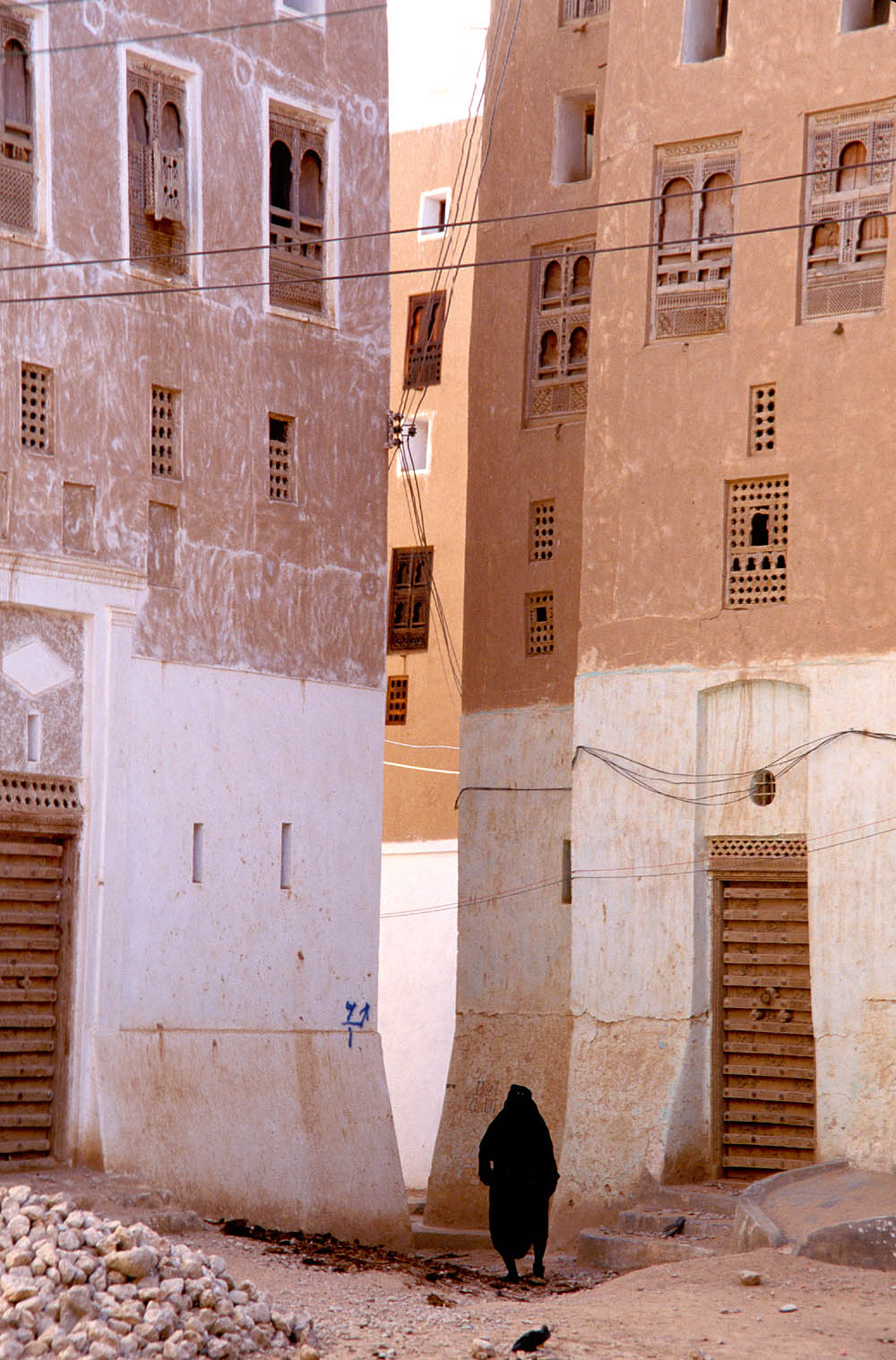
Здания в городе Шибаме с традиционными дверями и окнами
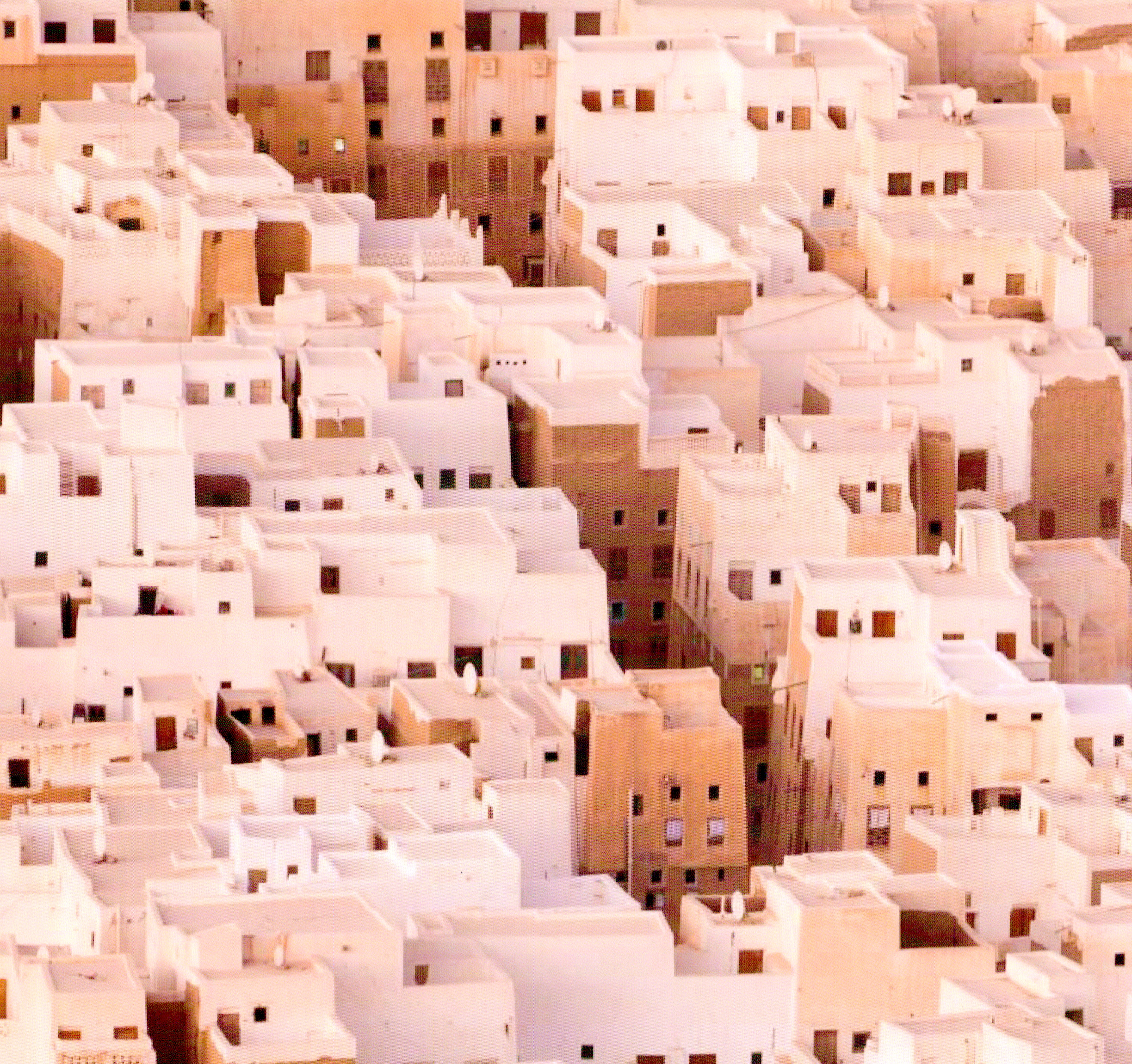
Крыши Шибама
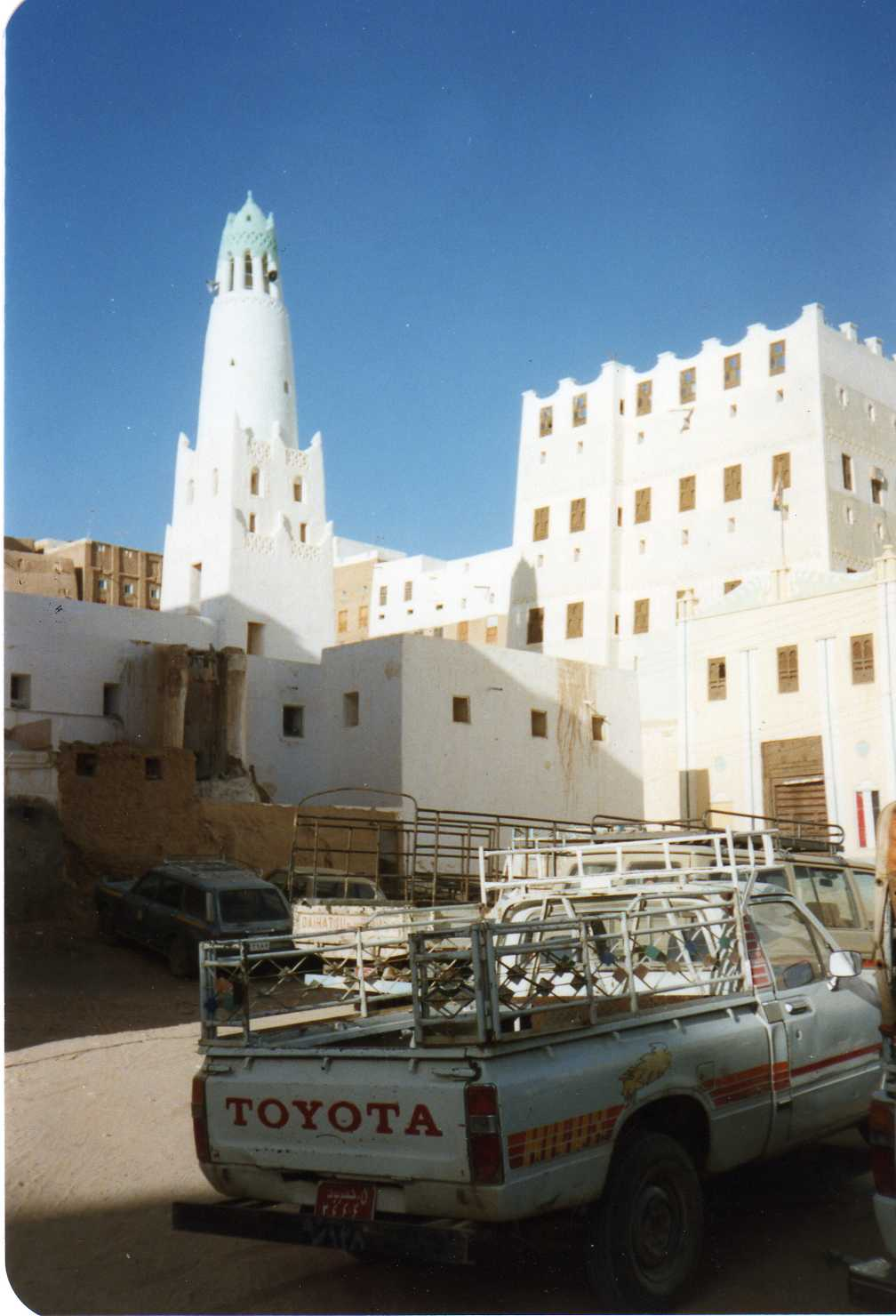
Минарет Шибама
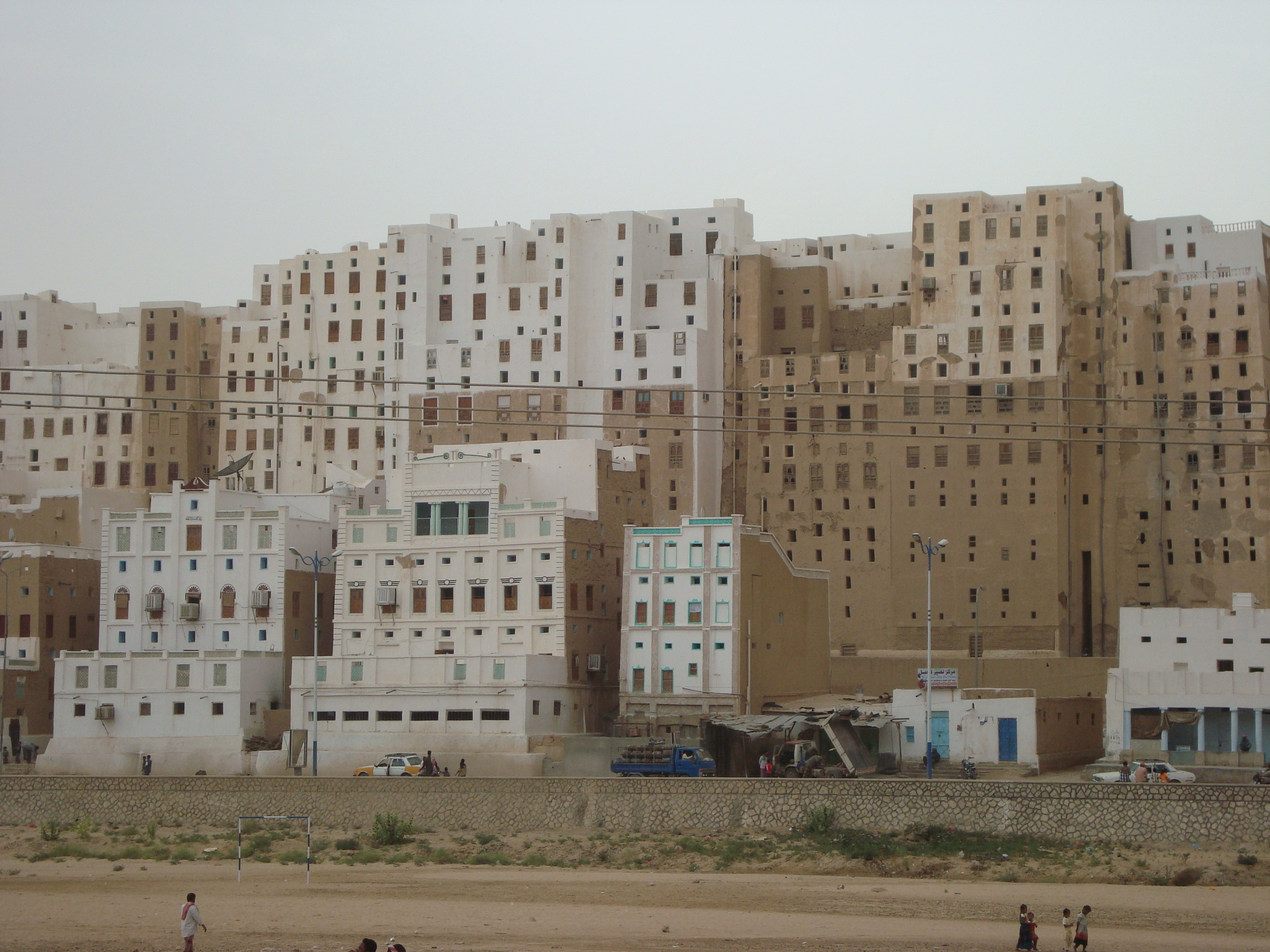
Небоскрёбы Шибама
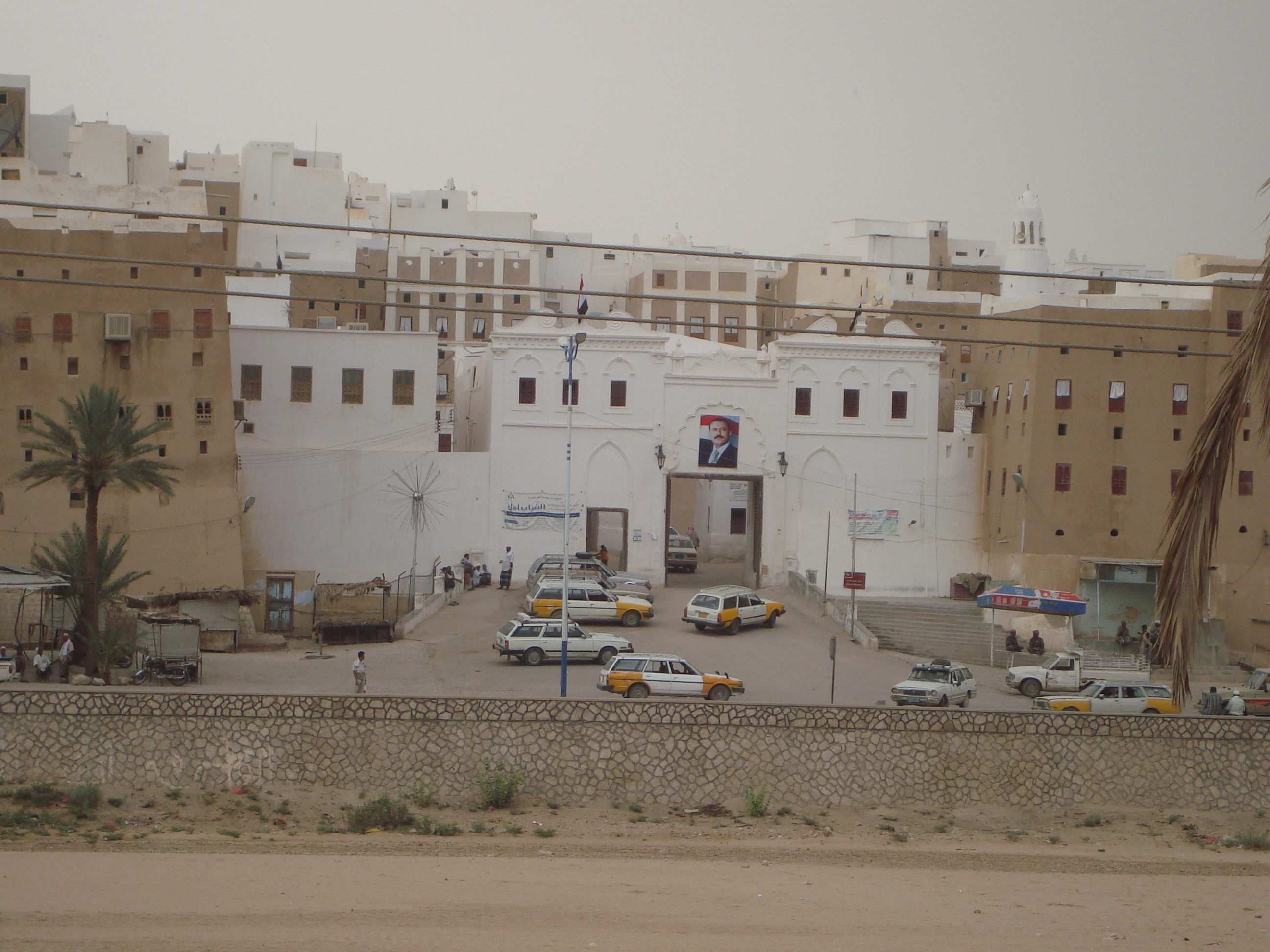
Ворота города Шибама
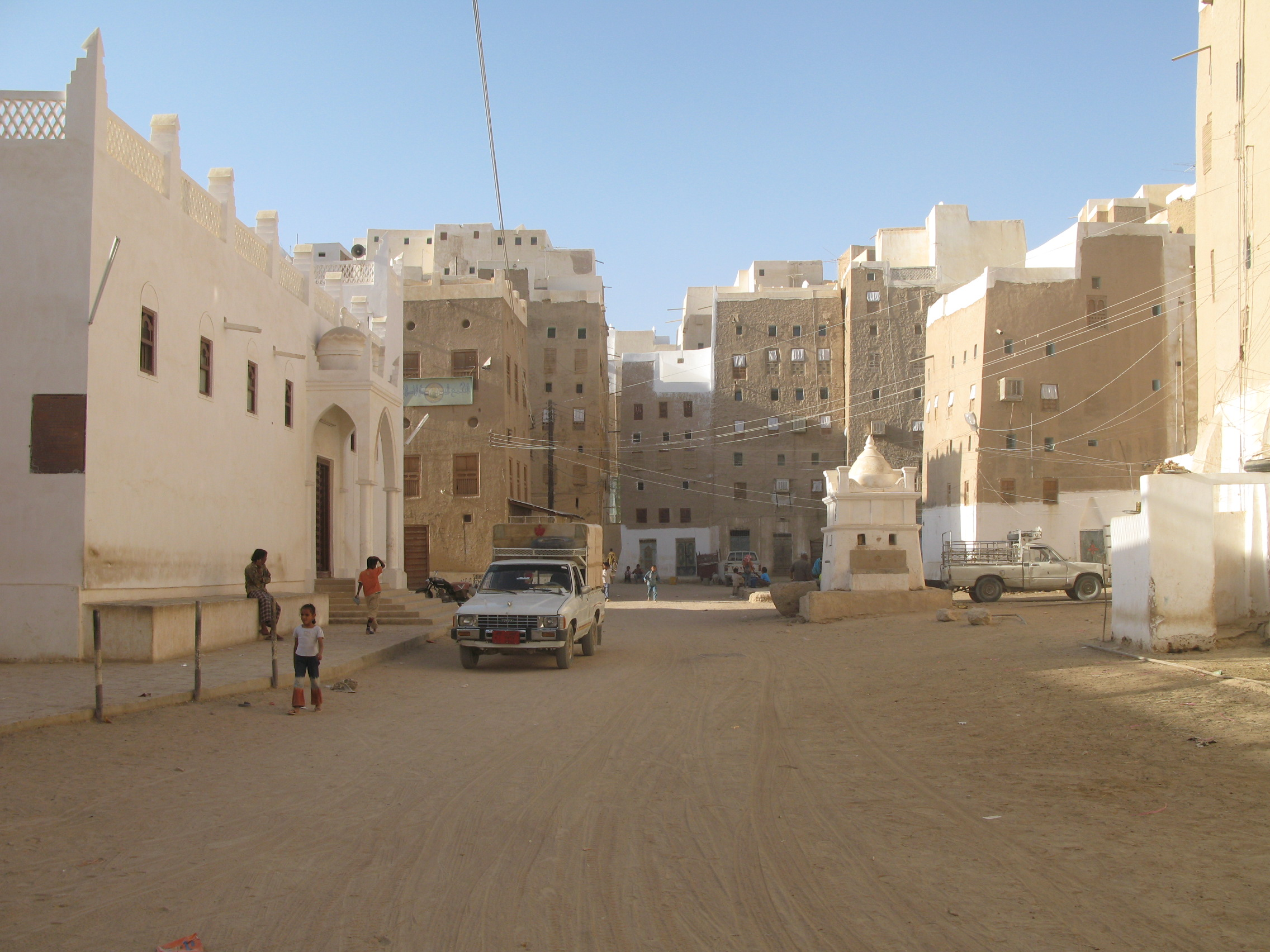
Уличный вид в Шибаме
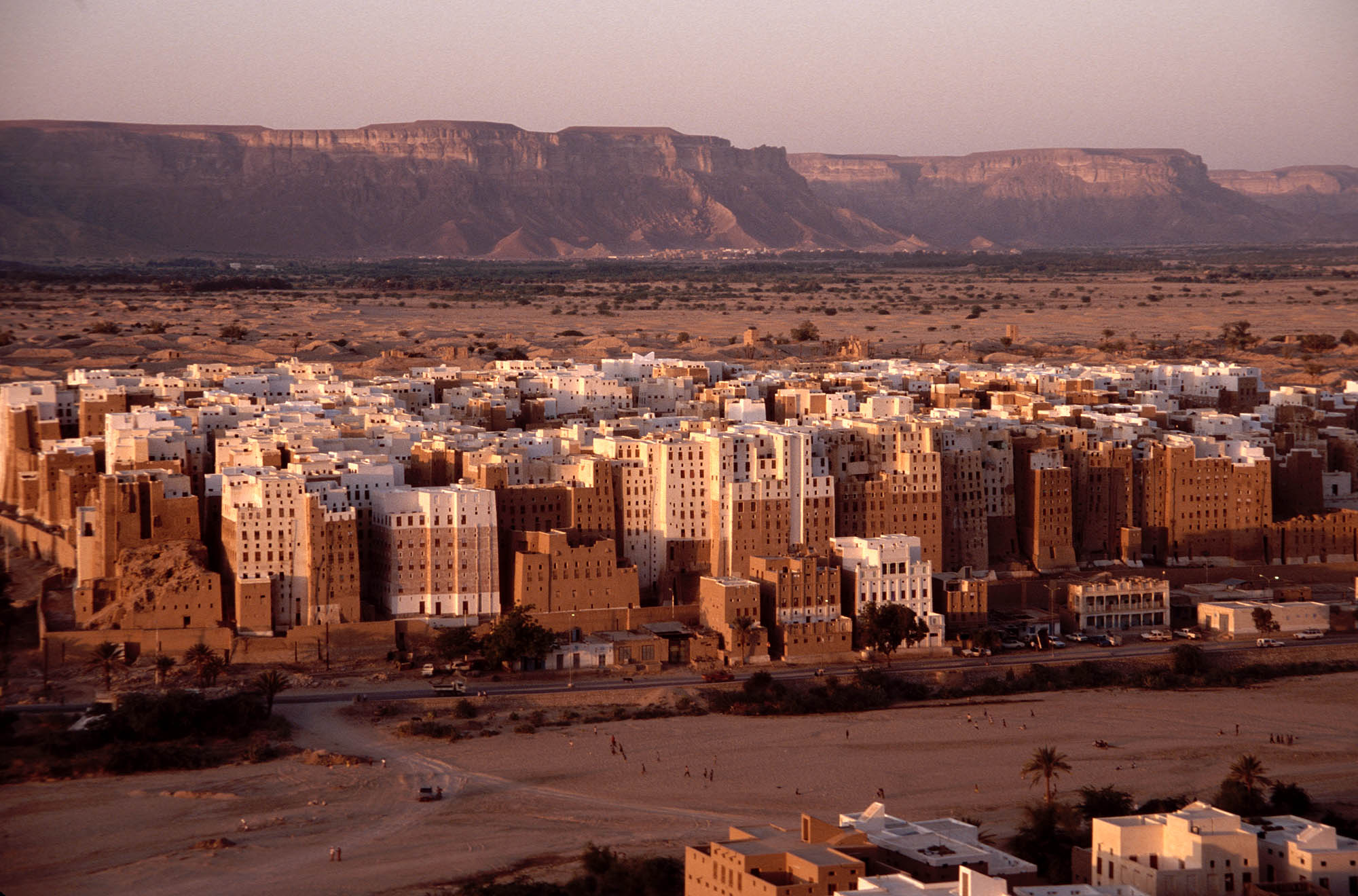
Шибам на фоне гор Хадрамаута